# Pierre de Courtenay
Pierre de Courtenay (deutsch Peter von Courtenay; * um 1218; † 1249 oder am 8. Februar 1250 in Ägypten) war ein französischer Ritter und Herr von Conches-en-Ouche und Mehun-sur-Yèvre. Als Angehöriger des Hauses Courtenay war er selbst von kapetingischer Abstammung.

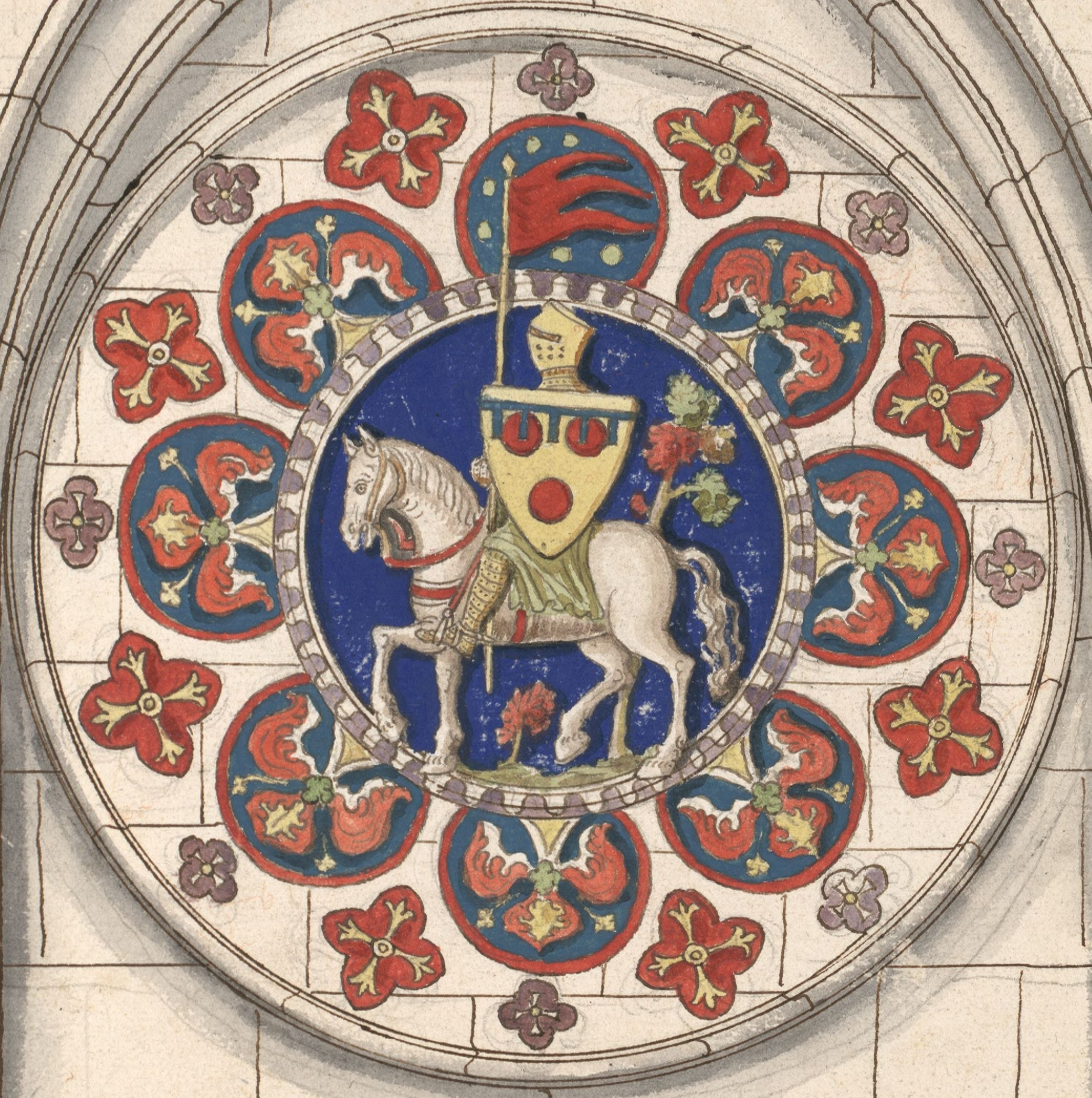
Der gewappnete Pierre de Courtenay, dargestellt in einer Zeichnung eines im 13. Jahrhundert gefertigten Steinglasfensters der Kathedrale von Chartres.

Er war der älteste von fünf Söhnen des Robert von Courtenay († 1239), Herr von Champignelles, und der Mathilde von Mehun. Von seinen Eltern erbte er die Burgen von Conches und Mehun. Am 25. August 1248 schiffte er sich mit seinem Cousin, König Ludwig IX. dem Heiligen, in Aigues-Mortes zum Kreuzzug nach Ägypten ein, in dessen Verlauf er starb.
In der gängigen Geschichtsliteratur wird sein Tod auf den 8. Februar 1250 datiert, während des Kampfes um die Stadt al-Mansura. An diesem Tag führte der Graf Robert I. von Artois die Vorhut der Kreuzfahrer bei einem Spontanangriff auf die Stadt in eine Falle der Mameluken, in der die gesamte Vorhut vernichtet wurde. Laut dem Kreuzzugschronisten Jean de Joinville aber starb er zu einem früheren Zeitpunkt. Nach der Eroberung der ägyptischen Hafenstadt Damiette im Juni 1249 lagerte ein großer Teil des Heeres außerhalb der Stadtmauern bis zum Weitermarsch nach al-Mansura im Herbst 1249. In dieser Zeit habe der Sultan von Ägypten eine Belohnung von einem Goldbesant auf jedes Haupt eines Kreuzfahrers ausgesetzt, dass ihm gebracht werde. Darauf drangen mehrere Nächte nacheinander Sarazenen in das Feldlager ein, töteten schlafende Kreuzritter in ihren Zelten und raubten ihre enthaupteten Köpfe. Laut Joinville fiel er einem solchen Anschlag zum Opfer. Möglich aber das der Chronist sich in seinem mehrere Jahrzehnte nach den betreffenden Ereignissen niedergeschriebenen Bericht irrte, denn er erwähnte Courtenay an späterer Stelle noch zwei Mal, nämlich im Zusammenhang mit der Schlacht von al-Mansura.
Er war verheiratet mit Petronille de Joigny († 1289), einer Tochter des Gaucher de Joigny und der Amicia de Montfort. Ihr einziges Kind war:
- Amicia de Courtenay († 1275 in Rom, bestattet im Petersdom), Herrin von Conches und Mehun, ⚭ 1262 Graf Robert II. von Artois († 1302)

Seine Witwe heiratete 1252 in zweiter Ehe Henri II. de Sully († 1269).